# طبل‌های رعد آسا
طبل‌های رعد آسا (به انگلیسی: A Thunder of Drums) یک فیلم سینمایی آمریکایی در ژانر وسترن محصول سال ۱۹۶۱ میلادی به کارگردانی جوزف م. نیومن است.

## بازیگران
- ریچارد بون در نقش کاپیتان استفان مادوکز
- جورج همیلتون به عنوان سرهنگ کورتیس مک کواد
- لوانا پاتن در نقش تریسی همیلتون
- آرتور اوکانل در نقش کارل رودرمیل
- چارلز برانسون
- ریچارد چمبرلین به عنوان سپهبد پورتر
- جیمز داگلاس به عنوان سرهنگ توماس گرشام
- دوین ادی
- اسلیم پیکنز[۱][۲][۳][۴]